# Parada Antônio Carlos
A Parada Antônio Carlos é uma das paradas do VLT Carioca, situada no Rio de Janeiro, entre a Parada Cinelândia e a Parada Santos Dumont. Faz parte da Linha 1.
Foi inaugurada em 5 de junho de 2016. Localiza-se no cruzamento da Avenida Beira Mar com a Avenida Presidente Antônio Carlos. Atende o bairro do Centro, na Zona Central da cidade.